# Balanço hídrico

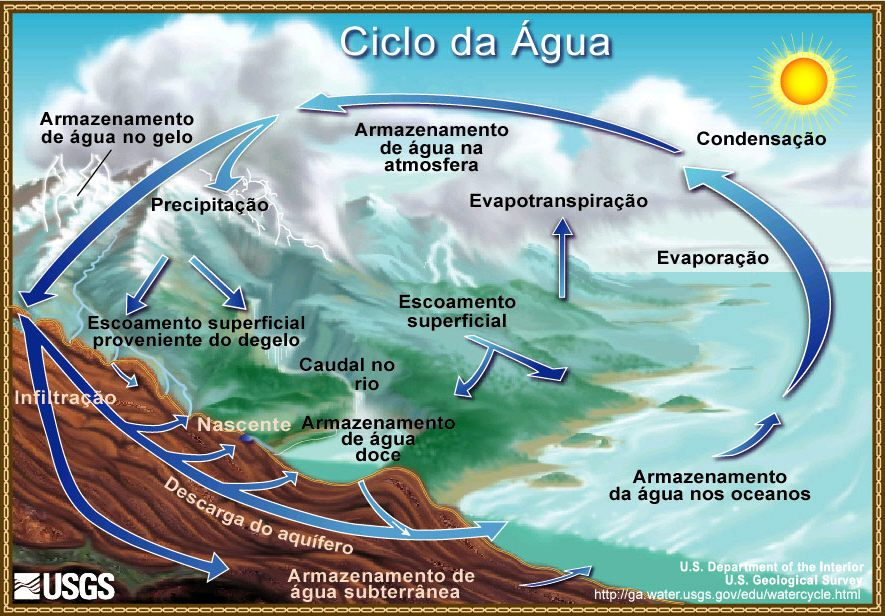
Esquema do Ciclo Hidrológico (ou ciclo da água).

Em hidrologia, balanço hídrico é o resultado da quantidade de água que entra e sai de uma certa porção do solo em um determinado intervalo de tempo.
Quando se consideram as condições disponíveis no meio ambiente, torna-se evidente que a humanidade, a civilização e a tecnologia estão sendo rapidamente ameaçadas em seus limites de desenvolvimento. Os limites resultam das reservas naturais de matérias-primas, produção de alimentos e energia e o suprimento de água potável. Em um planejamento sistemático para o futuro, o suprimento e a demanda de água devem ser consideradas conjuntamente de forma a se equilibrar esse balanço, com a ajuda do qual será possível o desenvolvimento do homem e do mundo.
O balanço hídrico representa este equilíbrio de forma matemática, para que ele possa ser considerado em obras de engenharia, planejamento de áreas de uso agrícola, florestal, vias fluviais, entre tantos outros exemplos.

## Importância da água, de sua quantidade: Balanço Hídrico Mundial
Um dos recursos mais importantes da Terra é a água. Ela ocorre em três estados da matéria: na forma sólida, como o gelo; na forma líquida, como a água; na forma gasosa, como o vapor.
A água tem uma função crítica em quase todas as esferas da vida. Sua importância pode ser ilustrada por meio de alguns exemplos:
- A água é um elemento construtivo na fotossíntese das plantas e é um constituinte dos organismos;
- A água é um solvente para os nutrientes do solo;
- A água é de necessidade vital: o ar seco extrai de 1 a 2 kg de água diariamente do corpo humano;
- A água é um condutor de energia;
- A água é um meio de transporte (águas residuárias, canais de drenagem, navegação);
- A água é o mais importante regularizador de energia no balanço energético da Terra; sem a evaporação, a vida na Terra na sua forma atual seria impossível;

Nas zonas úmidas da Terra há um superávit de água, sendo que seu valor foi subestimado por muito tempo. As zonas áridas da Terra, onde há sempre (ou por longos períodos no ano) escassez de água, esta é considerada por seus habitantes como uma preciosidade.
A tabela abaixo apresenta uma estimativa feita por N. Meinardus (1928) e H. Hoinkes (1968) da quantidade de água disponível no planeta Terra. O volume total da água como uma fração do volume da Terra (1,082 x 10 12 km3) é de cerca de 1: 777,2 ou 0,00129.
| Fonte                             | Volume (km3)  | Volume (%) |
| --------------------------------- | ------------- | ---------- |
| Oceanos                           | 1.348.000.000 | 92,39%     |
| Gelo polar, geleiras, icebergs    | 227.000.000   | 2,01%      |
| Água subterrânea, umidade do solo | 8.062.000     | 0,58%      |
| Lagos e rios                      | 225.000       | 0,02%      |
| Atmosfera                         | 13.000        | 0,001%     |
| Soma                              | 1.583.300.000 | 95,001%    |
| Água potável                      | 36.020.000    | 4,50%      |

Uma parte da reserva de água está em circulação contínua e compõe uma transferência, pois evapora das superfícies líquidas e do solo e após a condensação na atmosfera é depositada novamente nas superfícies como precipitação líquida (chuva) ou sólida (neve, granizo). Pela precipitação, a evaporação e o escoamento superficial são sempre repostos como água potável. O vapor de água em circulação na atmosfera formaria com sua completa condensação e precipitação uma camada de água de somente 2 a 3 cm de profundidade na superfície da Terra. Comparando-se com a média de precipitação anual na Terra (97 cm), deduz-se que a vida média de uma molécula de água na atmosfera é de cerca de 10 dias.
A água disponível para uso na superfície da terra, da qual a humanidade, a economia e a indústria dependem, constitui apenas uma fração da água total da terra e é renovada pelo ciclo hidrológico.

## Conceitos e Aplicações
Devido ao fato de que a quantidade total de água disponível na Terra é finita e indestrutível, podemos encarar o ciclo hidrológico global como sendo um sistema fechado. Um balanço hídrico pode ser desenvolvido para explicar os componentes hidrológicos.
Considere uma superfície plana inclinada e completamente impermeável (a água não pode passar através da superfície), confinada pelos quatro lados e com uma saída no canto A. Desde que a superfície seja assumida como sendo completamente plana, não haverá depressões nas quais a água poderá se armazenar. Se uma chuva for aplicada a este sistema hidrológico simplificado, surgirá em A uma vazão de saída, denominada escoamento superficial direto. Pode-se representar o balanço hídrico para este sistema por uma equação.
{\displaystyle dS/dt=I-Q\,}
onde:
- I é a vazão de entrada;
- Q é a vazão de saída;
- dS/dt é a variação no armazenamento do sistema por unidade de tempo.

A vazão de saída não pode ocorrer até que se acumule água a uma profundidade mínima para fornecer carga necessária ao escoamento, mas devido à intensidade da chuva, a profundidade da água retida (retenção superficial) aumenta. Com o cessar da precipitação, a água retida na superfície se transforma em vazão de saída do sistema. No exemplo citado, toda a entrada se transforma em saída, negligenciando-se a pequena quantidade de água retida eletricamente na superfície e também qualquer evaporação ocorrida durante o período (uma suposição razoável para o sistema descrito). Esta ilustração elementar deve sugerir que qualquer sistema hidrológico pode ser descrito por um balanço hídrico para se poder explicar a disposição das entradas de água no sistema e a variação no armazenamento. A simplicidade do balanço hídrico é, no entanto, freqüentemente enganosa, pois como será visto adiante, os termos da equação não podem ser quantificados facilmente ou adequadamente.
Uma versão mais generalizada do balanço hídrico poderá explicar os vários componentes de um ciclo hidrológico e fornecer a visão de técnicas de resolução de problemas em regiões hidrológicas complexas. Tais regiões podem estar definidas pela topologia, limitadas politicamente ou especificadas arbitrariamente. Uma bacia é uma área definida topograficamente, drenada por um rio ou sistema de rios tal que toda a vazão é descarregada em uma única saída. Os estudos de recursos hídricos eram conduzidos, no passado, em bacias hidrográficas, pois estas áreas simplificam a aplicação do balanço hídrico. Teoricamente, um balanço é possível para qualquer tipo de região, embora a possibilidade de dados e o grau de refinamento dos métodos analíticos determine a aplicabilidade daquele em um senso prático.
O balanço hídrico de uma área unitária da superfície da Terra é formado pelos seguintes componentes:
- P = precipitação;
- E = evaporação;
- Q = descarga, escoamento;
- R = reserva, armazenamento;
- U = uso, consumo.

A equação da continuidade se apresenta na seguinte forma:
(Eq. 5.2)
onde:
- D pode significar o escoamento superficial ou subterrâneo;
- R é o armazenamento temporário de água no solo;
- U é a água utilizada física ou quimicamente.

Em uma média de longo período pode-se admitir que R e U sejam constantes, de forma que as flutuações dessas quantidades tornam-se insignificantes no balanço hídrico, que pode ser simplificado para:
(Eq. 5.3)
A dificuldade em se resolver problemas práticos repousa principalmente na inabilidade em se medir ou estimar adequadamente os vários termos da equação do balanço hídrico. Para estudos locais, são feitas freqüentemente medidas seguras, mas a avaliação em uma escala global é usualmente grosseira. A precipitação é avaliada por medidores dispostos em uma área. O escoamento superficial pode ser medido de várias formas, tais como medidores em barragens, medidores de velocidade de fluxo, etc..
Em boas condições, estas medições são freqüentemente 95% precisas, mas grandes vazões não podem ser medidas pelos métodos tradicionais. A umidade do solo pode ser determinada usando-se provas de nêutrons e métodos gravimétricos; a infiltração determinada localmente por infiltrômetros ou estimada através dos dados de chuva-escoamento. Contudo as estimativas de umidade do solo e infiltração são geralmente muito pobres. Também a determinação da quantidade de água evaporada e transpirada é extremamente difícil no atual estágio de desenvolvimento da ciência.
A equação do balanço hídrico é um instrumento extremamente útil e que pode ser usado de várias maneiras para estimar a magnitude e distribuição no tempo das variáveis hidrológicas.

## Balanço Hídrico no Estado de São Paulo
Em termos gerais o estado de São Paulo dispõe de aproximadamente 100 bilhões de m³/ano, dos quais estima-se que 55 bilhões de m³/ano são devidos aos escoamentos de superfície e os restantes 45 bilhões de m³/ano ao escoamento básico, este representando grande importância como regularizador das vazões dos rios. A tabela 5.3. apresenta os resultados do balanço hídrico estadual do estado de São Paulo, sendo que as unidades estão em mm/ano e l/sx km².
- Tabela 5.3. Balanço hídrico no Estado de São Paulo
- Resultados	mm/ano	L/s x km²
- Escoamento de superfície	220	7,0
- Escoamento básico	180	5,7
- Evapotranspiração real	980	31,1
- Escoamento total	400	12,7
- Precipitação média	1380	43,8